# امیل پترو
امیل پترو (رومانیایی: Emil Petru; ۲۸ سپتامبر ۱۹۳۹ – ۱ مارس ۱۹۹۵) بازیکن فوتبال اهل رومانی بود.
از باشگاه‌هایی که در آن بازی کرده‌است می‌توان به باشگاه فوتبال سی‌اف‌آر کلوژ و باشگاه فوتبال دینامو بخارست اشاره کرد.
وی همچنین در تیم‌های ملی فوتبال زیر ۲۳ سال رومانی،  رومانی بی، و رومانی، بازی کرده‌است.